# Neville (Pennsylvania)
Neville è una township degli Stati Uniti d'America, nella contea di Allegheny nello Stato della Pennsylvania. Secondo il censimento del 2000 la popolazione è di 1.232 abitanti. Caratteristica è l'ubicazione in quanto si ritrova in un'isola del fiume Ohio.

## Società

### Evoluzione demografica
La composizione etnica vede una prevalenza della razza bianca (97,32%) seguita da quella afroamericana (1,22%), dati del 2000.
| township di Neville Popolazione |       |
| 2000                            | 1.232 |
| Stima al 01-07-07               | 1.132 |